# Draba lasiocarpa
Draba lasiocarpa är en korsblommig växtart som beskrevs av Anton Rochel. Draba lasiocarpa ingår i släktet drabor, och familjen korsblommiga växter. Inga underarter finns listade i Catalogue of Life.

## Bildgalleri

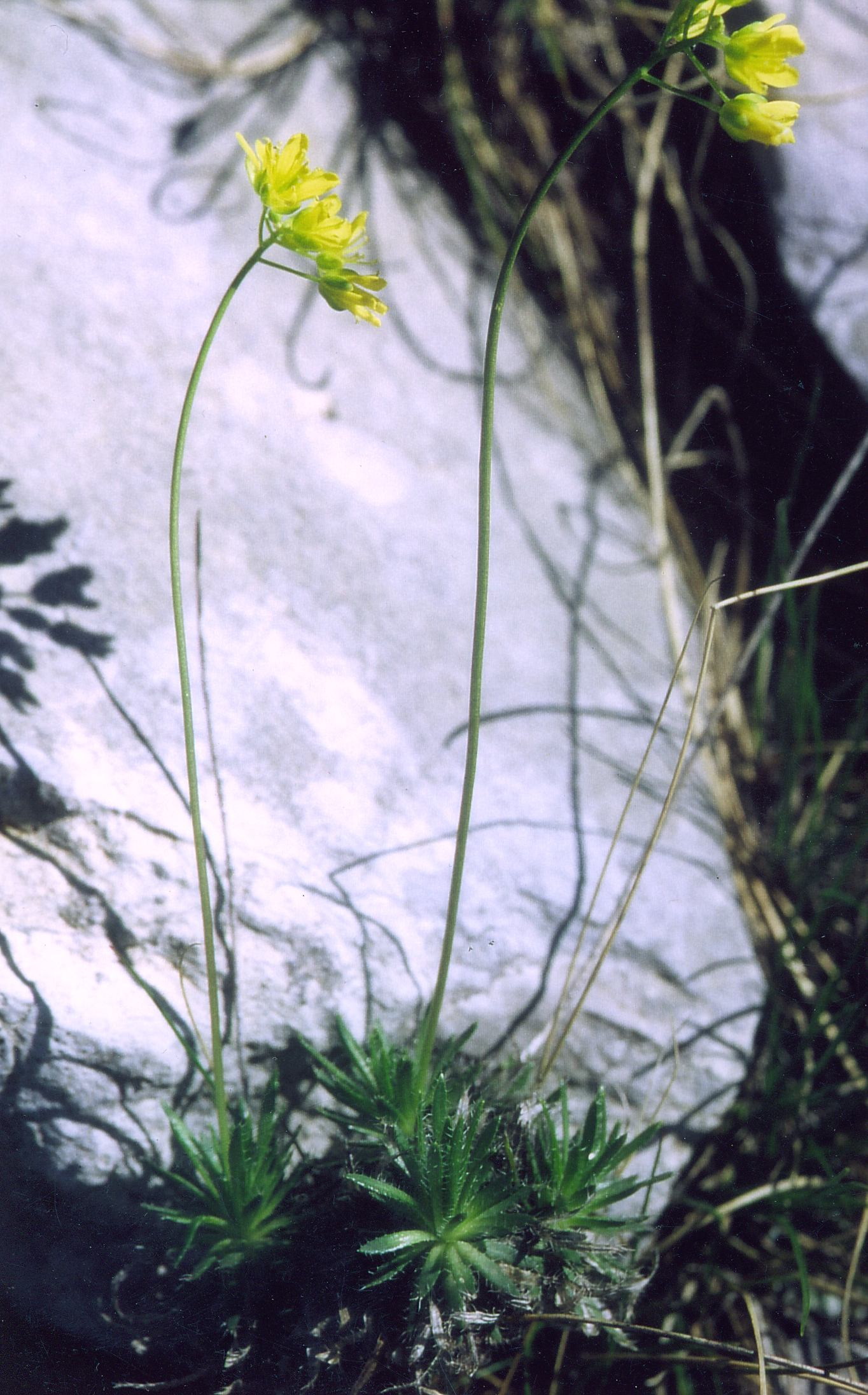